# فك المكبح
فك المكبح هو الجزء المعدني من الكابح الذي يحمل البطانة يتم تحريكه بواسطة ضغط الزيت أو بطريقة ميكانيكية خالصة فيضغط على الجرن في حالة المكبح الجرني أو على الأسطوانة في حالة المكبح القرصي.

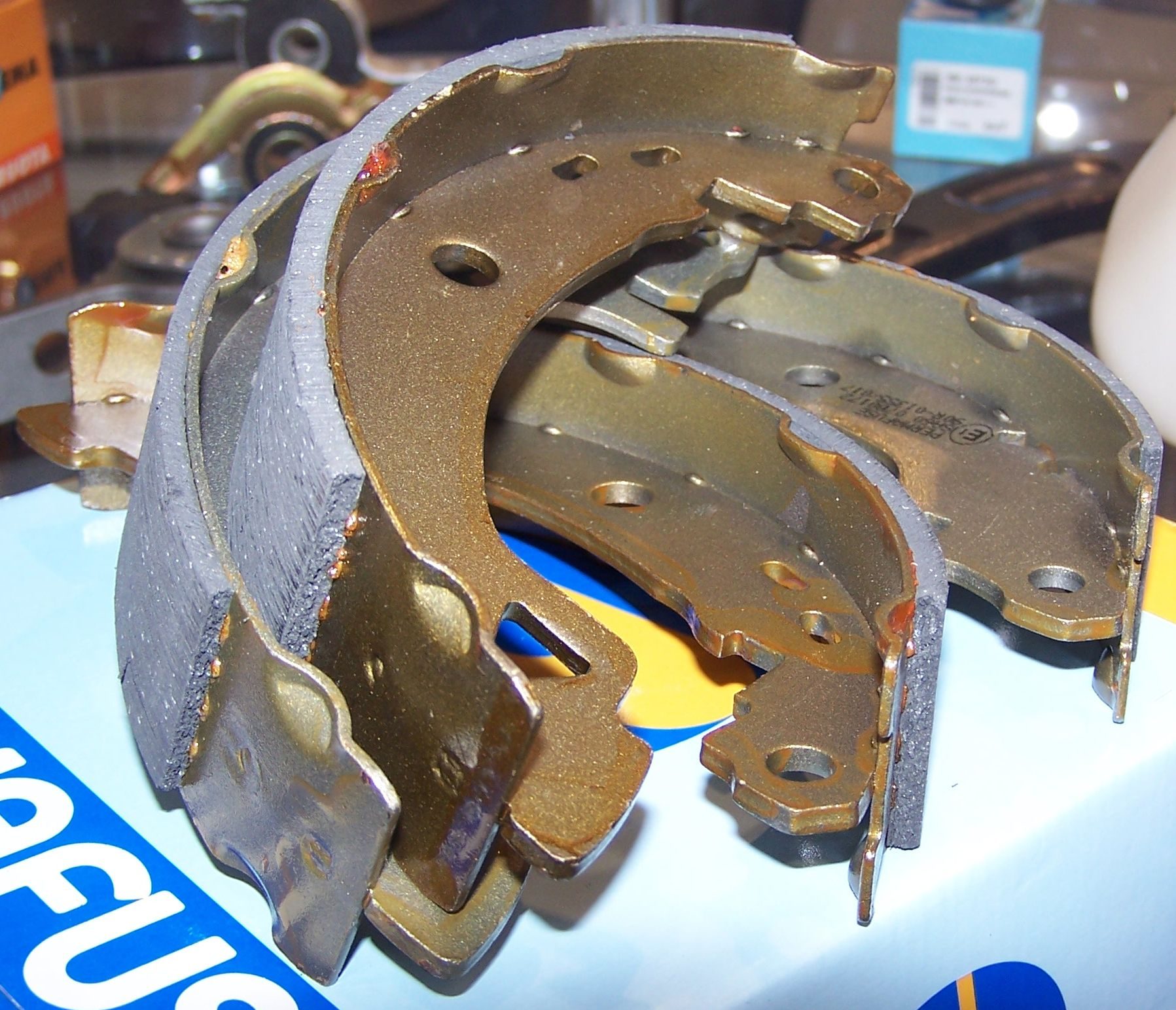
أربعة فكوك لمكبحين جرنيين مع البطانة عليهم (أزرق) لعجلتين.

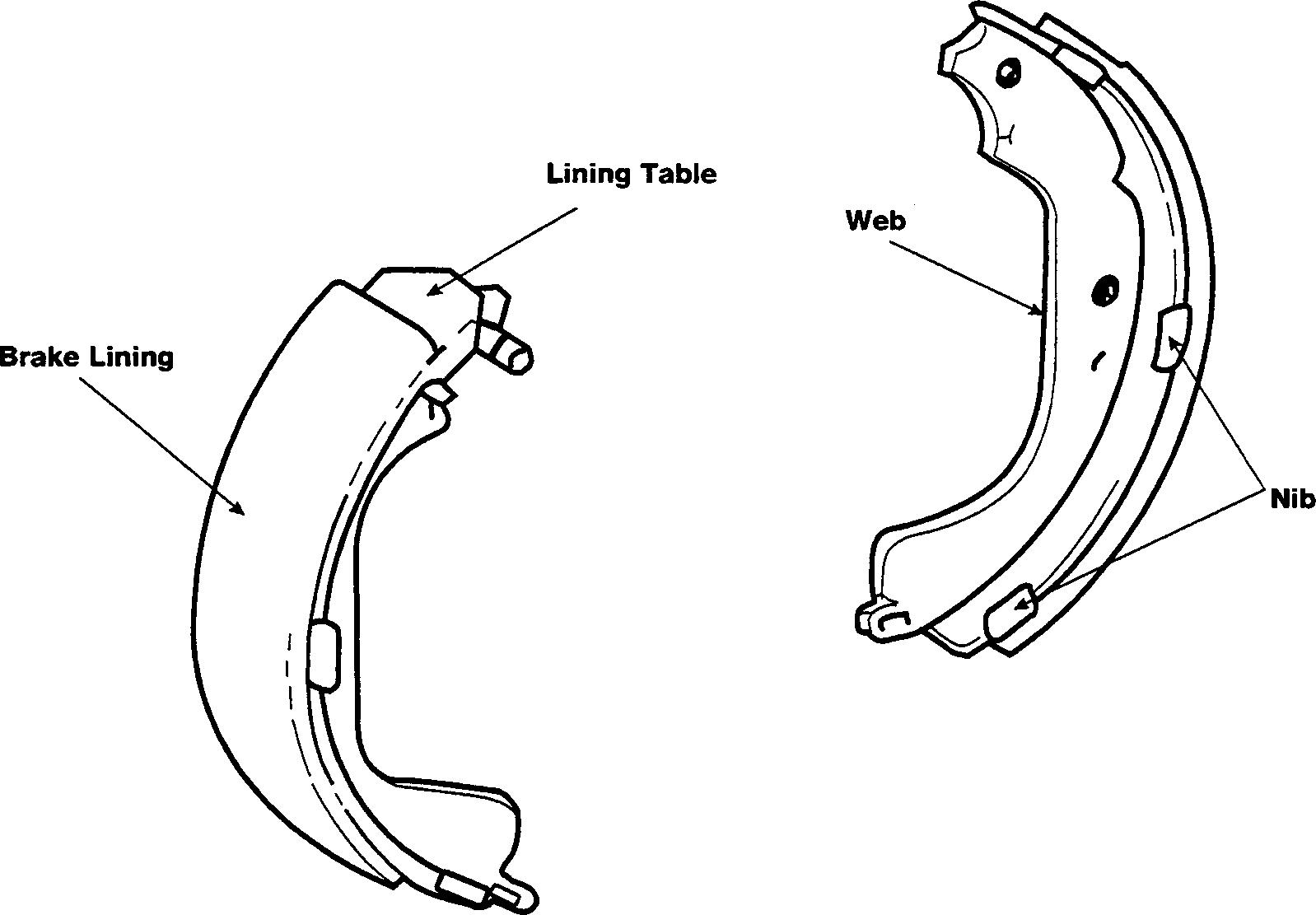
فكين قبل وضعية التركيب

## اقرأ أيضا
- مكبح
- مكبح جرني
- مكبح قرصي